# Jahn Ferenc
Jahn Ferenc (Budapest, 1902. február 7. – Dachaui koncentrációs tábor, 1945. május 5.) magyar orvos, publicista.

## Életpályája
Jahn Ede (1853–1904) vendéglős és Gebauer Anna (1864–1938) fia. Mélyen vallásos, katolikus családja mérnöknek szánta, de az emberekkel való törődés igénye az orvosi pálya felé vonzotta. 1918-tól 1921-ig a VII. kerületi Magyar Királyi Állami Főgimnáziumba járt. 1928-ban a Magyar Királyi Pázmány Péter Tudományegyetemen szerzett friss orvosi diplomájával az előtte álló polgári karrier helyett tudatosan szentelte életét a munkások gyógyításának, a szociológiai kutatásnak. Kispest proletár-negyedében telepedett le és nyitotta meg magánorvosi rendelőjét; mint politikailag „nemkívánatos elem” hivatalos állást soha nem kaphatott. Fizetés nélküli gyakornokként dolgozott több mint egy évtizedig pl. a Szent Rókus Kórházban; orvoskörökben – fiatal kora ellenére – kiváló diagnosztának és nagyon jó orvosnak tartották. Neve orvosként már a harmincas években ismertté vált Pestszenterzsébet, Kőbánya, Csepel, Pestszentlőrinc és természetesen Kispest munkásai és szegény emberei körében. 1926. december 16-án Budapesten, a Terézvárosban nőül vette Danczinger Annát, Danczinger Márk és Lindenfeld Rozália lányát.
Kispesten kapcsolódott be 1929-ben a Magyarországi Szociáldemokrata Párt baloldali ellenzékének tevékenységébe. Rendszeresen tartott előadásokat és szemináriumokat a szociáldemokrata párt, a szakszervezetek, nőegyesületek és a párt fedőszervezeteinek (Természetbarátok Turista Egyesülete; Antialkoholista Munkásszövetség; Munkás Testedző Egyesület stb.) keretein belül, szervezett munkás kultúresteket baloldali művészek Kispestre hívásával.
1929-ben egyik létrehozója, akcióprogramjának kidolgozója, majd titkára az 1930. január 23-án megalakult Szocialista Orvosok Szervezetének, ahol ifjúsági és egészségügyi tanácsadókat, előadásokat, vitaesteket tartottak (pl. 1932. január 23-án a születésszabályozás kérdéséről) és publikálták az ankét anyagát. 1931-ben a magyar szervezet delegációja öt taggal vett részt a nemzetközi Szocialista Orvosinternacionálé (Verein Sozialistischer Ärzte) megalakulásának karlsbadi (Karlovy Vary) kongresszusán. Ennek vezetőségébe Magyarországról Jahn Ferencet választották be.
Az 1930-as évek elejétől aktív tagja volt az illegális Kommunisták Magyarországi Pártjának. Részt vett az 1922-ben létrehozott Nemzetközi Vörös Segély magyarországi szekciójának munkájában. Illegalitásban élőknek nyújtott orvosi segítséget.
1936-ban Kispest város képviselő-testülete tagjává választotta. Három ciklusban, több mint nyolc évig képviselte a kispestieket. Interpellációival (korszerű egészségvédelem; harc a tbc ellen; munkaképtelenség; kilakoltatások; szegénygondozás; gyermekvédelem; anya- és csecsemővédelem stb. témakörökben) sokirányú munkával szolgálta közösségét.
1940-ben a KMP két kiépített hálózatát sikerült a rendőrségnek nagyrészt felszámolnia, és illegális propagandaanyagok fordítása, röpiratok terjesztése miatt összesen mintegy nyolcszázan kerültek a dunakeszi-alagi csendőrlaktanyába, ahol mindannyiukat megkínozták. Az 1942-ben megtartott tárgyaláson Jahnt 9 hónapra ítélték, a Pestvidéki fogházban, majd a Gyűjtőfogházban raboskodva leveleiben a betegei gyógyításáról adott útmutatást feleségének. Az ítélet része, hogy szabadulásakor, 1943-ban az Orvoskamara „…az állam és társadalom törvényes rendjének erőszakos felforgatására és megsemmisítésére irányuló vétség miatt”  kizárta tagjai sorából, megfosztva őt a gyógyítás legális lehetőségétől. Ezután a kispesti képviselő-testület is megfosztotta nyolc évig közmegbecsülésre viselt mandátumától.
Szabadulása után, 1943 őszén nyomban bekapcsolódott az antifasiszta ellenállás szervezésébe. A jugoszláviai partizánmozgalomban a Szlavóniában 1943. augusztus 15-én Kis Ferenc kapitány parancsnoksága alatt első önálló magyar alegységként megalakult Petőfi Sándor zászlóalj tevékenységének segítésére a kispesti, pestszentlőrinci beszkártisták, vasutasok Jahn Ferenc vezetésével gyógyszereket, kötszereket, fegyvereket gyűjtöttek. Az összegyűlt gyógyszereket, kötszereket illegálisan érkező futárok továbbították délre. Jahn Ferenc részt vett a magyar vasutas ellenállók révén illegálisan Budapestre hozott sebesült partizánok gyógyításában is. A fegyverek elküldésére már nem kerülhetett sor, mert valaki a kispesti beszkártosok közül gyengének bizonyult, és vallomása alapján mindannyiukat letartóztatták.
1944. április 27-én történt letartóztatásuk után a VKF 2 (Vezérkari Főnökség 2.) kémelhárító osztálya fogságában Csillaghegyen vallatták és kínozták meg őket, majd négy hónap múlva a VKF különbírósága tárgyalásán Jahn Ferencet öt évi börtönre ítélték. A csoport sok más tagjával együtt politikai fogolyként a Margit körúti katonai fogházba, onnan a komáromi Csillagerődbe, majd annak kiürítésekor 1944 novembere végén a németországi dachaui koncentrációs táborba került.
1945. május 5-én (más források szerint 8-án) halt meg tífuszban a dachaui koncentrációs tábor dautmergeni részlegében.

## A kispesti szociográfiai kiállítás és fogadtatása
Széles körű munkásszociográfiai kutatásainak eredménye az 1937-ben megrendezett kispesti szociográfiai kiállítás, amely mintegy százötven tabló gazdag anyagával világította át a peremváros világát, az egészséggondozás, a szegényellátás, a kultúra, a közműellátottság hiányosságait.
„Jahn városszociológiai munkássága ― írja Szelényi Iván szociológus ― lényegesen túlmutat a statisztikailag szakszerű társadalomkutatáson, és egy olyan különleges kísérletet sejtet, amelynek mind a mai napig nem volt folytatása... kibontakozik egy tudós arcképe, akiben sokkal több rejlett, mint amennyi megvalósult belőle...” Jahn Ferenc a modern városszociológia egyik megteremtője volt a falukutatás nagy fellendülése idején. A nagy hatású kiállítást azonban a belügyminiszter sürgősen betiltatta, a Magyar Királyi Csendőrség Nyomozó Parancsnoksága jelentése alapján: „A kispesti városháza közgyűlési termében dr. Jahn Ferenc kezdeményezésére 1937. április 10-i kezdettel Kispesti Szociográfiai Kiállítást rendeztek. A felhasznált anyag elhelyezése, összeállítása Kispestet mint a nyomor otthonát és a szociális bajokkal küzdő várost állítja a látogatók elé. Ezzel mintegy felteszi a kérdést a látogatókhoz, hogy mit is kellene tenni a bajok megszüntetése végett. A gyanútlan látogatót pedig a teremben tartózkodó agitátorok igyekeznek baloldali irányban befolyásolni. Munkájukat megkönnyíti a kiállítás anyaga, amely alkalmasnak látszik arra, hogy a látogatót a mai társadalmi rend ellen izgassa. ― A kiállítás rendezője dr. Jahn Ferenc, kispesti lakos, Vörös Segély orvos.”

## Cikkei, tanulmányai
- Az orvos helye a társadalomban (Szocializmus, 1931. augusztus 7.)
- Szocialista orvosok harca Magyarországon (Der Sozialistische Arzt, 1931. augusztus–szeptember)
- A karlsbadi szocialista orvoskongresszus (Népszava, 1931. május 31.)
- Százezer lélekre ― egy orvos (Népszava, 1931. november 29.)
- Az orvos és a politika (Népszava, 1931. július 26.)
- Utószó (A születésszabályozási ankétról kiadott könyv utószava, 1932.)
- A szovjet egészségügy tizenöt éve (Társadalmi Szemle, 1933 február)
- A szociálpolitika és a termelési viszonyok (Korunk, 1933 október)
- A városkutatás feladatai (Gondolat, 1937 május)
- Visegrádi utca 20–24. Bálint György, Darvas József, Forgács Antal, dr. Jahn Ferenc írása (Gondolat, 1936 március)
- A tüdőbaj társadalmi vonatkozásai (Gondolat, 1936 március)
- Mi a szociográfia? (A kispesti szociográfiai kiállítás katalógusának bevezetője, 1937 április)
- Hogyan élnek a kispesti téglagyári munkások? (Népszava, 1938. május 22.)
- Orvostársadalmi kérdések (Különkiadvány, 1938.)
- A megismert ember (Előszó; vázlat)

## Díjai, elismerései
- Millenniumi Évek Kispest Posztumusz Díszpolgára (2000)

## Emlékét őrzi
- Jahn Ferenc utca, Budapest (Kispest).
- Jahn Ferenc Dél-pesti Kórház és Rendelőintézet, Budapest (Pesterzsébet); http://www.jahndelpest.hu Archiválva 2012. június 29-i dátummal a Wayback Machine-ben. Rácz Edit szobrász által alkotott  mellszobra a kórház aulájában látható.
- Mellszobra (Schrotta János Frigyes alkotása) a Kispesti Egészségügyi Intézetben.